# Episcius stephaniae
Episcius stephaniae är en insektsart som beskrevs av Victor Lallemand 1956. Episcius stephaniae ingår i släktet Episcius och familjen lyktstritar. Inga underarter finns listade i Catalogue of Life.